# Pablo Fernández Santos
Pablo Fernández Santos, né le 4 juin 1976 à León, est un homme politique espagnol, membre du parti Podemos. Il est député dans les Cortes de Castille-et-León,.

## Biographie
Pablo Fernández est licencié en droit de l'Université complutense de Madrid. Il a travaillé en tant que marchand de journaux dans sa ville natale,.
En 2014, il a commencé son militantisme à Podemos et il a été choisi comme représentant dans le Conseil citoyen du parti. En février 2015, les bases du parti l'ont choisi comme secrétaire général de Podemos en Castille-et-León ; il a été également désigné candidat à la présidence de la Junte en avril de la même année. Avec lui, le parti a réussi aux élections de la communauté autonome de mai à décrocher une représentation dans les Cortes de toutes les provinces de Castille-et-León, à l'exception de la province de Soria,,,.
En mai 2017, il a été réélu secrétaire général de Podemos en Castille-et-Léon.